# 29 Vulpeculae
29 Vulpeculae, som är stjärnans Flamsteed-beteckning, är en misstänkt dubbelstjärna belägen i den södra delen av stjärnbilden Räven. Den har en kombinerad skenbar magnitud på ca 4,82 och är svagt synlig för blotta ögat där ljusföroreningar ej förekommer. Baserat på parallax enligt Gaia Data Release 2 på ca 15,6 mas, beräknas den befinna sig på ett avstånd på ca 209 ljusår (ca 64 parsek) från solen. Den rör sig närmare solen med en heliocentrisk radialhastighet av ca -17 km/s och ingår i superstjärnhopen IC 2391.

## Egenskaper
Primärstjärnan 29 Vulpeculae A är en blå till vit stjärna i huvudserien av spektralklass A0 V, och har några lätta överskottsavvikelser som liknar en svag Am-stjärna. Den är katalogiserad som en skalstjärna, som visar spektralegenskaper hos ett svalare yttre skikt av gas och kan vara en proto-skalstjärna. Den har en massa som är ca 2,7 solmassor, en radie som är ca 2,4 solradier och utsänder ca 71 gånger mera energi än solen från dess fotosfär vid en effektiv temperatur på ca 10 500 K.
Mätningar av radiell hastighet av High Accuracy Radial Velocity Planet Searcher med en amplitud på 4 km/s tyder på att den är en spektroskopisk dubbelstjärna med okänd period.